# Seo Taiji
Seo Taiji (* 21. Februar 1972, wirklicher Name: Jung Hyun-chul, Hangeul: 정현철, Hanja: 鄭鉉哲) ist ein südkoreanischer Musiker.

## Leben und Wirken
Als er mit 17 Jahren bei der südkoreanischen Metal-Band Sinawe als Bassist begann, legte er sich den Künstlernamen Seo Taiji zu. Nachdem sich Sinawe 1991 aufgelöst hatte, gründete er seine eigene Band Seo Taiji and Boys und wurde zu einem der erfolgreichsten südkoreanischen Popmusik-Sänger der 1990er Jahre.
Mit seiner Band brachte er Elemente wie Sprechgesang und Heavy Metal Musik mit ein, die kurz darauf fester Bestandteil der Musikszene wurden. Die Band veröffentlichte fünf Studioalben und wurde zur erfolgreichsten Band Südkoreas.
Nach einem mehrjährigen Aufenthalt in den USA ist Seo Taiji heute etwas weniger erfolgreicher Solokünstler, der 2009 sein viertes Studioalbum Atomos veröffentlichte. 2004 spielte er Konzerte mit der amerikanischen Band Korn.

## Diskografie
Alben
- 1998: Seo Tai Ji
- 2000: Ultramania
- 2004: Issue
- 2009: Atomos